# WASD

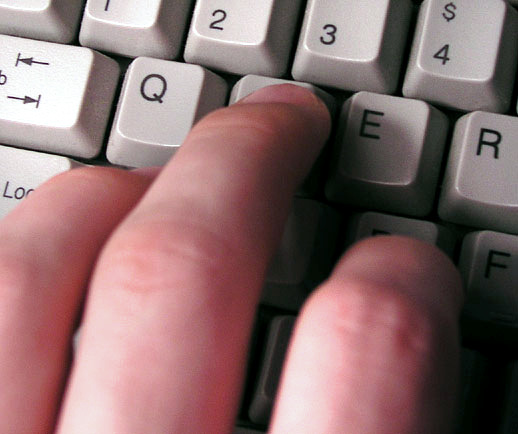
WASD toetsencombinatie

W-A-S-D is een toetsencombinatie aan de linkerkant van een QWERTY computertoetsenbord, die veel wordt gebruikt bij games op de pc. Met deze combinatie kan men beweging controleren, dit kan lopen maar ook rijden zijn. W is naar voren, A is naar links, S is naar achteren en D naar rechts. Ze hebben in dat geval dezelfde functie als de pijltjestoetsen. Wanneer A of D worden ingedrukt draait de speler niet om de as, maar worden zijwaartse stappen gezet. Dit heet 'strafen'. Om te draaien en het gezichtspunt naar ergens anders te laten wijzen, wordt de muis gebruikt om mee te schieten. Bij games waarin men rijdt met deze knoppen draait het voertuig wel de gekozen kant op en hoeft de muis niet gebruikt te worden.
Veel spelers verkiezen WASD boven de pijltjestoetsen. Ten eerste zitten er meer toetsen rond de WASD dan rond de pijltjestoetsen waardoor men makkelijker bij meer commando's kan komen. Bovendien is het voor rechtshandige spelers ergonomisch prettiger. De linkerhand ligt dan links op het toetsenbord en met de rechter kan de muis worden gebruikt. Ook hebben veel toetsenborden kleine pijltjes naar boven en onder, dit maakt het vrijwel onmogelijk deze knoppen te gebruiken.

## Alternatieven
- Een minder gebruikte variant is 'W-A-X-D', waarbij de X in plaats van de S gebruikt wordt om naar achteren te bewegen. In sommige gevallen zijn ook de Q en E in gebruik om naar links of rechts te leunen, of om een actie uit te voeren.
- Op een AZERTY-toetsenbord zitten enkele toetsen op een andere plek, waardoor de lettercombinatie W-A-S-D daarop niet werkt. Op die toetsenborden zou de lettercombinatie Z-Q-S-D gebruikt moeten worden. Om dit probleem te omzeilen wordt ook wel gebruik gemaakt van een lettercombinatie die in zijn geheel één positie meer naar rechts ligt, en die voor beide toetsenborden gelijk is: E-S-D-F.